# Пьонсатский клад
Пьонсатский клад (фр. Trésor de Pionsat) — денежный клад, состоящий из арвернских статеров, обнаруженный в 1852 году в коммуне Пьонса (фр.) департамента Пюи-де-Дом, Франция. Монеты датируются серединой I века до н. э..

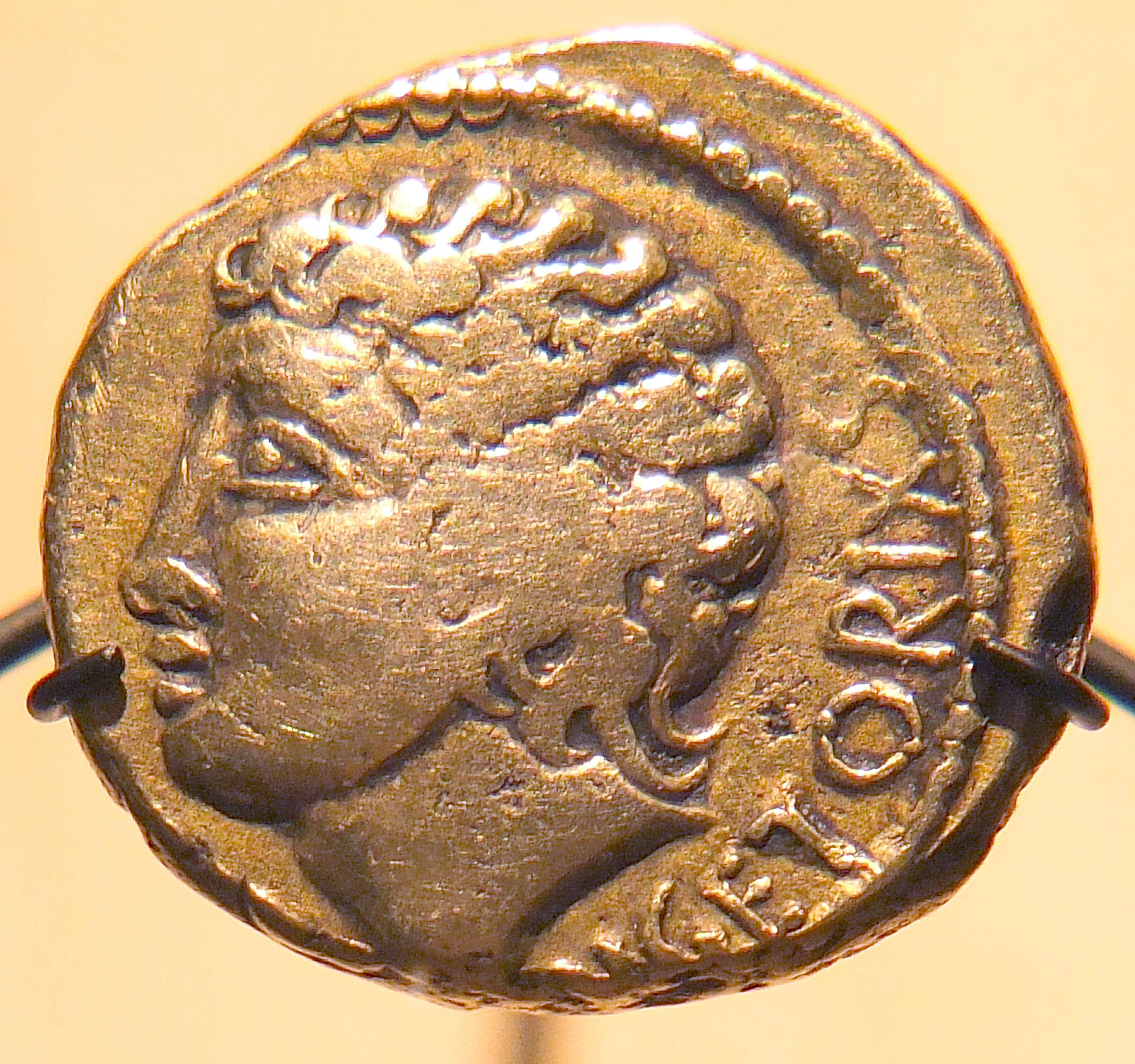
Статер с Верцингеторигом.

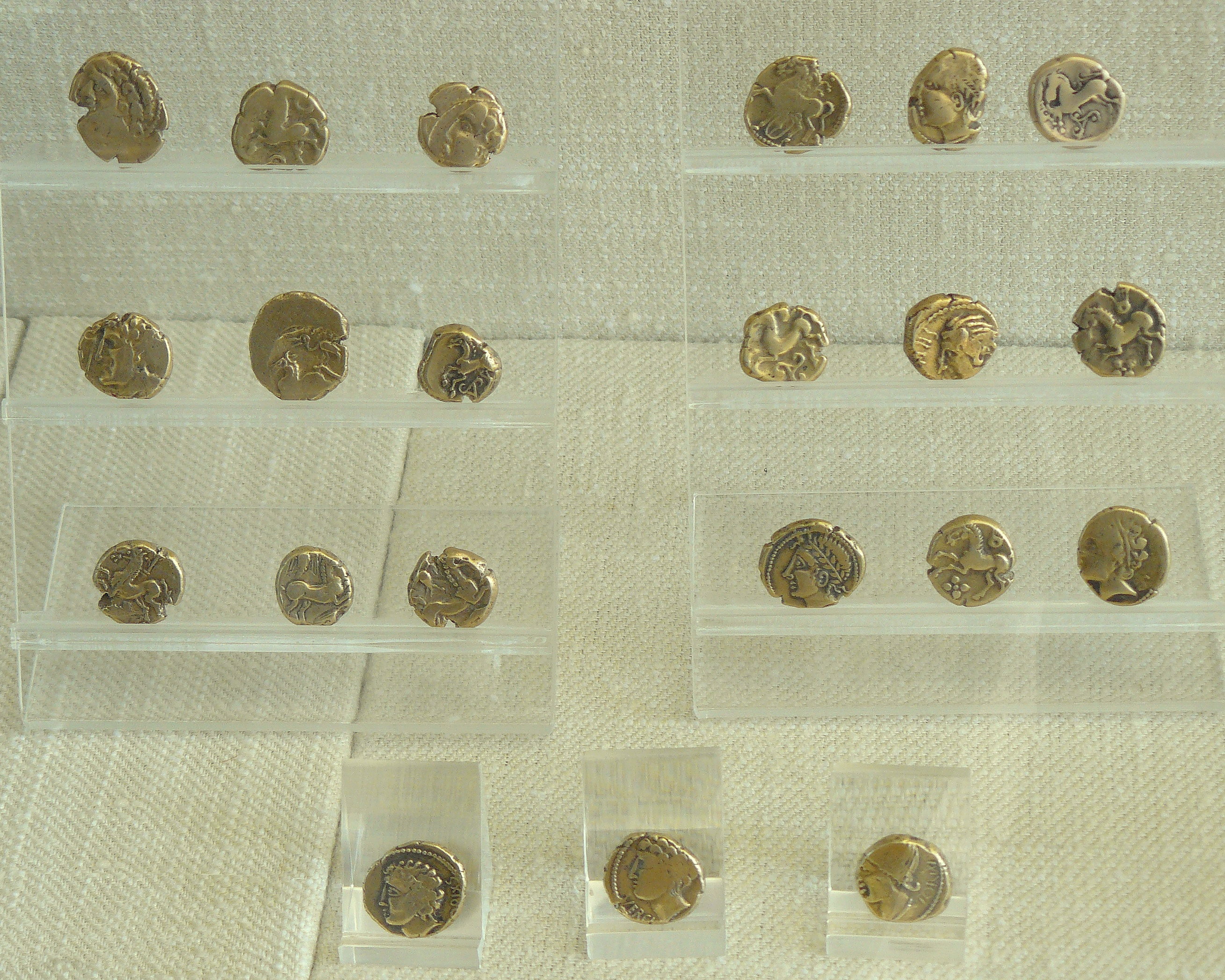
Коллекция статеров из клада в кабинете медалей Национальной библиотеки Франции.

## История
В сентябре 1852 года арендатор Жан Шабасьер обнаружил глиняный горшок с монетами арвернов в местечке под названием «У Барре» (фр. Chez Barret), к северу от деревни Пионса. Эти золотые или электрумовые статеры весили 7,4 грамма и имели диаметр 18 мм, составляя то, что официально известно как «Пьонсатский клад». Это была поистине исключительная находка, поскольку среди клада были монеты с изображением Аполлона, изображавшего молодого вождя арвернов с надписью его имени: «Верцингеторикс, герой Герговии». Эти монеты подтверждают важность торговли в регионе Комбрай (фр.), находившемся тогда под властью могущественного племени арвернов, которое впоследствии дало название Авернии и Оверни.
Клад был зарыт в нескольких километрах от открытых золотых рудников Комбрайя. Считается, что на момент обнаружения в 1852 году он насчитывал от 200 до 300 статеров, но большая их часть быстро рассеялась. До наших дней дошёл лишь 51 экземпляр, разбросанный по государственным и частным коллекциям. Двадцать один экземпляр хранится в кабинете медалей Национальной библиотеки Франции. Экземпляр с именем Верцингеторига хранится в Лионском музее изобразительных искусств.

## Историческое значение
Это сокровище — важнейший источник знаний о монетах арвернов, и особенно о статерах, приписываемых Верцингеторигу. Исследование, проведённые Сильвией Ньето и Жаном-Ноэлем Баррандоном по монетам арвернов, охватывающим 137 монет, упоминают 27 монет, известных под именем Верцингеторига, 16 из которых происходят из Пьонсатского клада.